# Волынец, Иван Романович
Ива́н Рома́нович Волы́нец (укр. Іван Романович Волинець; 1915 год, село Тетеревка, Жашковская волость, Таращанский уезд, Киевская губерния — 1995, село Тетеревка, Жашковский район, Черкасская область, Украина) — председатель колхоза «Дружба» Жашковского района Черкасской области, Герой Социалистического Труда (1966).

## Биография
Родился в 1915 году в крестьянской семье в селе Тетеревка (сегодня — Жашковский район Черкасской области). В 1937 году был призван на срочную службу в РККА. С 1939 по 1940 год обучался на курсах командного состава в г. Умань. С 1940 по 1941 год был командиром стрелкового взвода 798 стрелкового полка г. Бердичева Житомирской области. Участвовал в Великой Отечественной войне с июня 1941 года сначала в составе 43-го мотострелкового полка 43-й танковой дивизии, а затем — в составе 989-го стрелкового полка 226-й стрелковой дивизии. Будучи командиром взвода в звании лейтенанта, отличился в январе 1942 года в сражении около села Севрюково Белгородской области. В этом бою получил ранение. За это сражение в марте 1942 г. награждён медалью «За отвагу». После лечения госпиталя был признан непригодным к строевой службе на фронте и служил в Басаргесарском военкомате в Армении. Уволен в запас в звании старшего лейтенанта.
После армии возвратился в родное село, где в 1949 году возглавил колхоз «Дружба» Жашковского района. В 1965 году колхоз собрал в среднем по 44,1 центнера зерновых с каждого гектара. В 1966 году был удостоен звания Героя Социалистического Труда «за успехи, достигнутые в увеличении производства и заготовок зерновых и кормовых культур».
Скончался в 1995 году в селе Тетеревка.

## Награды
- Герой Социалистического Труда — указом Президиума Верховного Совета СССР от 23 июня 1966 года c вручением ордена Ленина и медали Золотая звезда «Серп и молот»
- Орден Ленина — 26 февраля 1958 года
- Орден Отечественной войны 1 степени — 11 марта 1985 года
- Орден Октябрьской революции — 8 апреля 1971 года
- Медаль «За отвагу» — дважды (20.03.1942[1] (вручена не была, о награждении ею кавалер не знал) и 06.11.1947[2])
- Медаль «За боевые заслуги»
- Медаль «За оборону Киева»
- Медаль «За оборону Кавказа»